# Theatre Row Building
El Theatre Row Building es un complejo de cinco teatros Off-Broadway en 410 West 42nd Street en el Theatre Row del Hell's Kitchen de Manhattan, Nueva York (Estados Unidos). El edificio es propiedad de la organización sin ánimo de lucro 501(c)(3) Building for the Arts y es la pieza central de un esfuerzo para transformar el distrito de entretenimiento para adultos en la calle 42 entre las avenidas Novena y Décima en un teatro del distrito Off Broadway.

## Historia
Fred Papert formó la 42nd Street Development Corporation en 1976 con la misión de trabajar para revitalizar toda la calle 42, que se había convertido en el hogar de numerosos negocios pornográficos. En 1977, Jacqueline Kennedy Onassis fue elegida miembro de su junta y en 1977 comenzó un proceso para reemplazar las tiendas de pornografía entre las avenidas Novena y Dyer en el lado sur de la calle con teatros, espacios de ensayo y oficinas fuera de Broadway. Entre los lugares para adultos más grandes que se reemplazaron se encontraba el 42nd Street Playhouse, que tenía carteles que anunciaban "All Live Burlesk" y Mermaid. En el mismo año, se inauguró la torre de apartamentos Manhattan Plaza en el lado norte de la 42. Las primeras renovaciones del teatro se dedicaron en 1978 con Walter Mondale, Joan Mondale y Ed Koch entre los asistentes. La transformación del distrito se destacó en las escenas y escenarios de la película Tootsie de 1981.
En los años 1980 los edificios aún tenían asientos y baños deficientes, un y aire acondicionado que funcionaba de manera intermedia. En 1999, bajo el director general de Theatre Row, Ray Cullom, fueron completamente renovados y reconstruidos desde cero y los cinco teatros se abrieron en espacios completamente nuevos en 2002 en el edificio de ladrillo original de cinco pisos (incluso cuando las altas torres de apartamentos se elevaban junto a él).
En 2019, se renovó el complejo de teatros y se cambió el nombre de los teatros individuales.

## Teatros
- Theatre One, anteriormente Lion Theatre,[6] con 88 asientos. Se encuentra en el sitio del Teatro Clurman original y recibió su nombre del Teatro Lion, que fue uno de los teatros originales que se abrieron en Theatre Row en 1977.[7][8][9][10]
- Theatre Two, anteriormente Rodney Kirk Theatre,[6] con 99 asientos. Anteriormente fue nombrado por el primer director de Manhattan Plaza .[11]
- Theatre Three, anteriormente Acorn Theatre,[6] es el más grande del complejo con 199 asientos.[12]
- Theatre Four, anteriormente Samuel Beckett Theatre,[6] con 99 asientos.[13]
- Theatre Five, anteriormente Harold Clurman Theatre,[6] con 99 asientos.[14]
- Studio Theatre, que es un teatro de caja negra de 55 asientos[15]